# Aristida correlliae
Aristida correlliae är en gräsart som beskrevs av P.M.Mckenzie, Urbatsch och George Richardson Proctor. Aristida correlliae ingår i släktet Aristida och familjen gräs. Inga underarter finns listade i Catalogue of Life.